# NEODyS
NEODyS (acronyme de l'anglais : Near Earth Objects Dynamic Site) est un site Internet dont l'idée première vient d'Andrea Milani Comparetti basé en Italie qui assure le suivi des objets géocroiseurs en offrant le calcul des éléments orbitaux et une évaluation des possibilités de collision avec la Terre grâce à un score de l'échelle de Palerme attribué à l'objet en question.
Ce site est l'une des deux principales sources d'information sur les objets géocroiseurs avec le Near-Earth Object Program du JPL.